# Microselene mesostipa
Microselene mesostipa är en fjärilsart som beskrevs av George Francis Hampson 1926. Microselene mesostipa ingår i släktet Microselene och familjen nattflyn. Inga underarter finns listade i Catalogue of Life.